# Fluminimaggiore

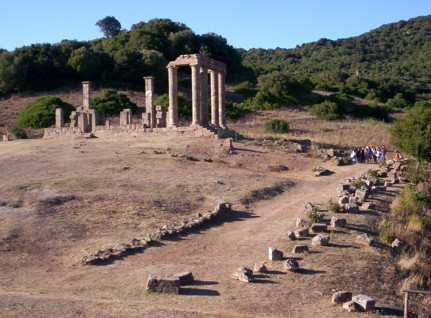
Tempel van Antas, Fluminimaggiore

Fluminimaggiore is een gemeente in de Italiaanse provincie Zuid-Sardinië (regio Sardinië) en telt 3065 inwoners (31-12-2004). De oppervlakte bedraagt 108,1 km², de bevolkingsdichtheid is 28 inwoners per km².

## Demografie
Fluminimaggiore telt ongeveer 1136 huishoudens. Het aantal inwoners daalde in de periode 1991-2001 met 3,3% volgens cijfers uit de tienjaarlijkse volkstellingen van ISTAT.
| Jaar | Inwoneraantal |
| ---- | ------------- |
| 1991 | 3241          |
| 2001 | 3134          |

## Geografie
De gemeente ligt op ongeveer 63 m boven zeeniveau.
Fluminimaggiore grenst aan de volgende gemeenten: Arbus (MD), Buggerru, Domusnovas, Gonnosfanadiga (MD), Iglesias.
Buggerru · Calasetta · Carbonia · Carloforte · Domusnovas · Fluminimaggiore · Giba · Gonnesa · Iglesias · Masainas · Musei · Narcao · Nuxis · Perdaxius · Piscinas · Portoscuso · San Giovanni Suergiu · Sant'Anna Arresi · Sant'Antioco · Santadi · Tratalias · Villamassargia · Villaperuccio
1. ↑  https://demo.istat.it/?l=it.